# وقتی که او بیرون بود
وقتی که او بیرون بود (به انگلیسی: While She Was Out) فیلمی است در ژانر سینمایی درام، هیجان انگیز و جنایی؛ محصول سال ۲۰۰۸ و به کارگردانی سوزان مانتفرد . در این فیلم بازیگرانی همچون کیم بسینگر، لوکاس هاس و کریگ شفر ایفای نقش کرده‌اند.
این فیلم دارای امتیاز 4.8 از 10 از پایگاه IMDB است.